# Matsura Seizan
Matsura Seizan est un nom japonais traditionnel ; le nom de famille (ou le nom d'école), Matsura, précède donc le prénom (ou le nom d'artiste).
Matsura Seizan (松浦 静山), né Matsura Kiyoshi (松浦 清, 7 mars 1760-15 août 1841) est un célèbre épéiste au cours de l'époque d'Edo de l'histoire du Japon. Seizan pratique le style d'escrime Shingyōtō-ryū d'Iba Hideaki dont Seizan est considéré comme un adepte. Il adopte le nom « Joseishi » après avoir reçu la dernière transmission de la Shingyōtō-ryū.
Seizan écrit de nombreux essais sur l'art de l'épée tels que le Joseishi kendan, le Kenko et le Kasshiyawa. Les ouvrages de Seizan sont considérés comme des documents importants dans l'histoire de l'escrime japonaise. Dans le Josieshi kendan, il mentionne le Enmei-ryū de Miyamoto Musashi mais nie avoir une connaissance personnelle du style.
Seizan naît à Edo, dans la résidence du domaine de Hirado, fils ainé du seigneur de Hirado. Quand son père meurt, il prend la tête du clan et devient seigneur de Hirado à l'âge de seize ans (il se retire plus tard en faveur de son frère cadet). Il s'applique sérieusement à ses fonctions officielles, encourageant l'agriculture et la pêche dans son domaine et procède à des réformes financières. Il réalise également l'importance de l'éducation et fonde le Ishinkan, une école encourageant les études universitaires et des arts martiaux. Dans l'école, différents styles sont étudiés, dont le Shingyōtō-ryū kenjutsu, l'Enmei-ryū kenjutsu, l'Ittō-ryū kenjutsu et plusieurs écoles de sojutsu.
Seizan lui-même étudie un certain nombre de styles d'arts martiaux au cours de sa vie ainsi que le Shingyōtō-ryū kenjutsu, dont l'archerie heki-ryū, le tamiya-ryū iaijutsu, le koshin-ryū sojutsu, le sekiguchi-ryū jujutsu ainsi que l'équitation et le tir. Il ne limite pas ses études au côté martial cependant. Il est élève de l'éclectique érudit néoconfucéen, Minagawa Kien, et a de nombreux contacts dans les mondes artistiques et littéraires. Sa première rencontre avec Kien, l'homme qui va devenir son professeur de philosophie, est rien moins que de bon augure : il surprend Kien parler de l'escrime, l'interrompt et se demande si Kien est encore capable d'utiliser les épées qu'il porte à sa ceinture. Kien répond que si Seizan a des doutes sur la question, il doit tirer son épée et l'attaquer ici et maintenant, sinon il doit garder le silence, puis il déclare que chaque fois qu'il prend ses épées, il a toujours la volonté de les utiliser si cela s'avère nécessaire. Impressionné, Seizan écrit que cette attitude est au cœur de l'escrime.
Les écrits de Seizan sur l'épée présentent une forte saveur néo-confucianiste ; cependant, ils ne sont pas seulement académiques mais reflètent sa vaste expérience dans l'escrime. Alors que son écriture illustre le côté académique rigoureux de sa nature, plusieurs anecdotes, aussi bien dans sa propre écriture et d'ailleurs, révèlent d'autres facettes de son caractère.
Durant l'ère Tenpō des années 1830, il existe des comptes rendus d'un vieil homme voyageant autour de la périphérie d'Edo, s'aidant d'un arc brisé comme canne. Il combat avec succès tous les adversaires, donnant aux perdants une bonne raclée et confisquant leurs épées. Ces incidents se comptent par dizaines et les perdants comprennent plusieurs hommes qui deviendront plus tard de célèbres épéistes.
Matsura Aiko (1818-1906), fille de Seizan, épouse Nakayama Tadayasu, un courtisan et plus tard pair à la cour impériale. Leur fille, Nakayama Yoshiko (1836-1907), est la mère de l'empereur Meiji.

## Source de la traduction
- (en) Cet article est partiellement ou en totalité issu de l’article de Wikipédia en anglais intitulé « Matsuura Seizan » (voir la liste des auteurs).